# Bistum Córdoba (Spanien)
Das Bistum Córdoba (lateinisch Dioecesis Cordubensis) ist eine römisch-katholische Diözese mit Sitz in Córdoba in Spanien.

## Kurzinformation
Das Bistum Córdoba wurde im 3. Jahrhundert errichtet. Es ist dem Erzbistum Sevilla als Suffraganbistum unterstellt. Die Kathedrale des Bistums ist die berühmte Moschee von Córdoba, die als Bischofskirche Catedral de Nuestra Señora de la Asunción („Kathedrale von Mariä Aufnahme in den Himmel“) heißt.